# Pterolophia trilineicollis
Pterolophia trilineicollis là một loài bọ cánh cứng trong họ Cerambycidae.